# Barceo
Barceo is een gemeente in de Spaanse provincie Salamanca in de regio Castilië en León met een oppervlakte van 21,13 km². Barceo telt 48 inwoners (1 januari 2016).

## Demografische ontwikkeling
Bron: INE, 1857-2011: volkstellingen
Opm.: In 1857 werd de gemeente Barceino aangehecht